# 카를라 니에토 헬리
카를라 니에토 헬리(Carla Nieto Geli, 1983년 11월 30일 ~ )는 스페인의 배우이다.